# Dicranomyia sabroskyana
Dicranomyia sabroskyana là một loài ruồi trong họ Limoniidae. Chúng phân bố ở miền Australasia.